# Arichanna decolorata
Arichanna decolorata är en fjärilsart som beskrevs av Otto Staudinger 1892. Arichanna decolorata ingår i släktet Arichanna och familjen mätare. Inga underarter finns listade i Catalogue of Life.